# کولوکولو ۱۹۷۳
سیارک ۱۹۷۳ (به انگلیسی: 1973 Colocolo، نامگذاری:1968OA) هزار و نهصد و هفتاد و سومین سیارک کشف شده‌است که در ۱۸ ژوئیه ۱۹۶۸ کشف شد.
قدر مطلق سیارک برابر ۱۱٫۶۰ است.